# باربرا برامر
باربرا برامر (بالألمانية: Barbara Prammer) (11 يناير 1954 - 2 أغسطس 2014)، سياسية نمساوية وعضو في الحزب الديمقراطي الاجتماعي النمساوي (SPÖ). في عام 2006 كانت أول امرأة تصبح رئيسة للمجلس الوطني النمساوي، وهو منصب شغلته حتى وفاتها.

## روابط خارجية
- باربرا برامر على موقع IMDb (الإنجليزية)
- باربرا برامر على موقع مونزينجر (الألمانية)